# Val till Europaparlamentet
Se även artiklarna om valen till Europaparlamentet för olika år och medlemsstater: Val till Europaparlamentet.
Val till Europaparlamentet (EP-val), även kända som Europaval eller EU-val, är allmänna val som hålls vart femte år inom Europeiska unionen för att välja ledamöterna av Europaparlamentet. I valen gäller allmän rösträtt för alla unionsmedborgare som har uppnått en viss ålder, i regel 18 år. Möjligheten för unionsmedborgare att rösta i valen är en grundläggande rättighet enligt stadgan om de grundläggande rättigheterna.
Med runt 350 miljoner röstberättigade väljare är valen de största transnationella valen i världen och de näst största demokratiska valen till ett parlament. Europaparlamentet är unionens enda direktvalda institution och lagstiftar tillsammans med Europeiska unionens råd. Det första direkta valet till Europaparlamentet hölls 1979. Det senaste ägde rum den 6–9 juni 2024 och nästa är planerat till den 7–10 juni 2029.
Utformningen av valen styrs av både europeisk och nationell rätt, vilket gör det möjligt för varje medlemsstat att i viss utsträckning utforma valen efter sina egna seder och bruk. Sedan valet 2004 måste röstsystemet dock vara proportionellt i alla medlemsstater. Eftersom medlemsstaterna har en tradition av att hålla allmänna val på olika veckodagar äger valen rum från en torsdag till en söndag. Varje medlemsstat får välja på vilken eller vilka av dessa veckodagar dess del av valet ska äga rum.
I valen röstar väljarna på de egna nationella partierna i respektive medlemsstat. Dessa partier kan genom att ingå i europeiska partier samordna sina valrörelser mellan medlemsstaterna. De valda ledamöterna av Europaparlamentet bildar i sin tur partigrupper efter politisk tillhörighet. Dessa utgör grunden för det politiska arbetet i parlamentet.

## Historia

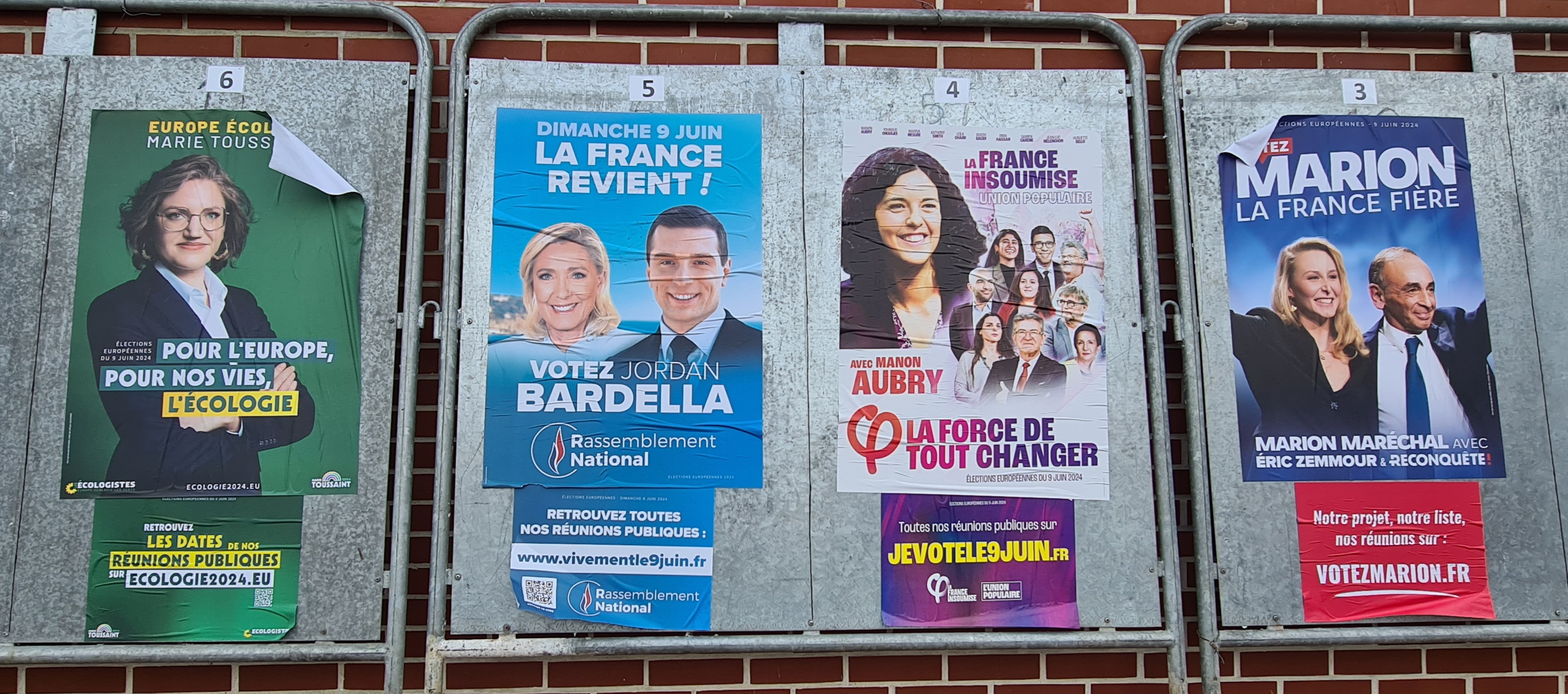
Valaffischer i Frankrike inför valet 2024.

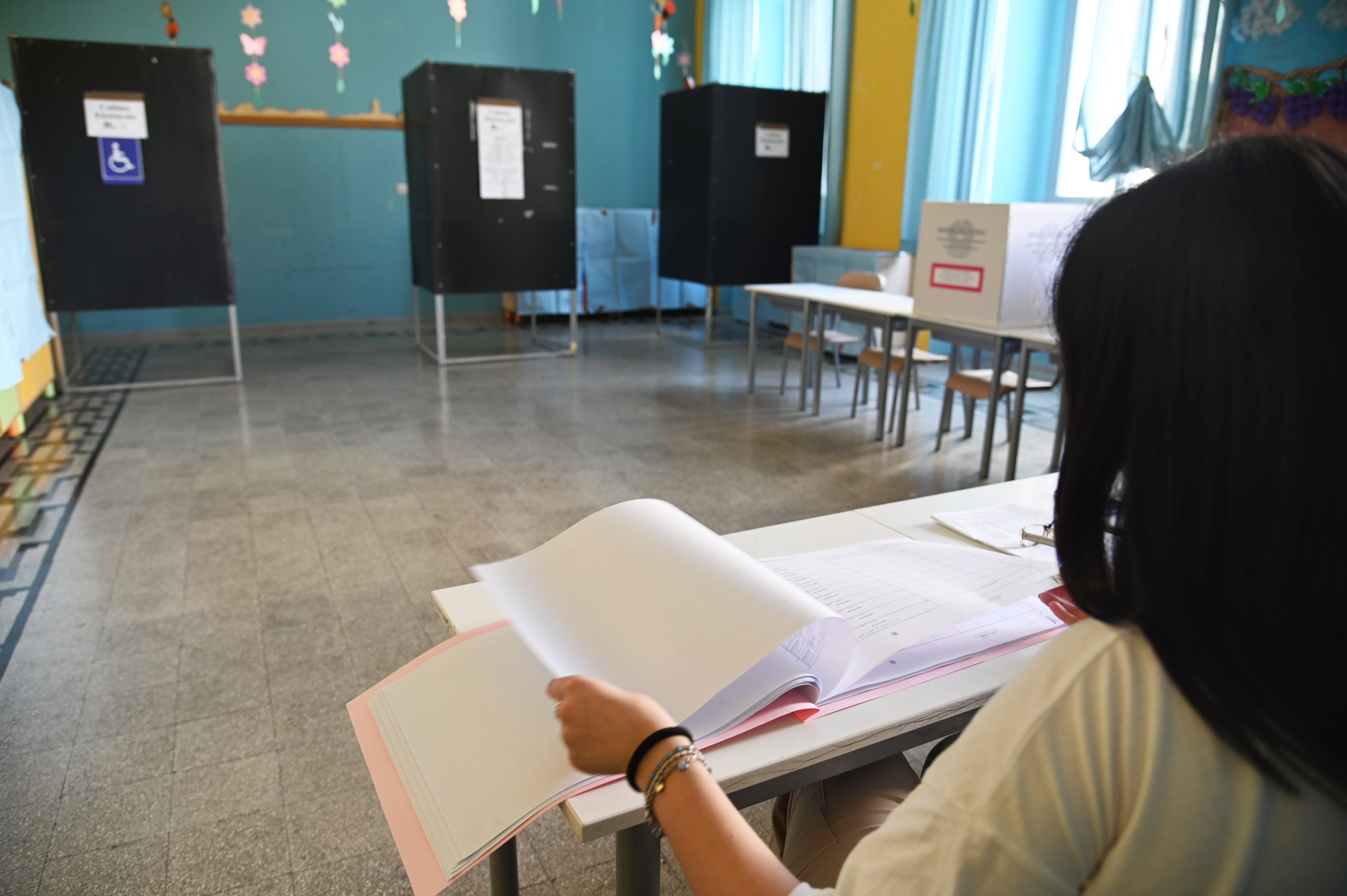
Vallokal i Italien i valet 2024.

Redan i Parisfördraget, som trädde i kraft den 23 juli 1952, fastställdes att Europaparlamentet skulle bestå av företrädare som antingen valdes av medlemsstaternas nationella parlament för ett år i taget eller genom allmänna och direkta val. Några närmare bestämmelser om utformningen av valen fanns dock inte, utan skulle fastställas genom en senare överenskommelse mellan de sex medlemsstaterna i Europeiska kol- och stålgemenskapen.
Under 1954 uttryckte församlingen krav om att direkta val skulle hållas och 1960 utarbetade församlingen ett utkast till en konvention om direkta val. Dock kunde inte Europeiska gemenskapernas råd enas i frågan. Det var först 1969 som frågan kom upp på allvar i rådet. I Vendelrapporten, som utarbetades på initiativ av Europeiska gemenskapernas kommission, föreslogs direkta val. Enligt Romfördragen skulle församlingen väljas enligt en enhetlig valordning, men Vendelrapporten föreslog att fördragen kunde tolkas som att de som inte förpliktade en enhetlig valordning från första början. Denna tolkning möjliggjorde för medlemsstaterna att hålla valen till Europaparlamentet enligt sina respektive seder och bruk, något som dittills hade utgjort ett hinder för att nå en överenskommelse. Medlemsstaternas stats- eller regeringschefer kom i december 1974 överens om att allmänna val skulle hållas till Europaparlamentet runt 1978. Detta ledde fram till antagandet av akten om val till Europaparlamentet av rådet den 20 september 1976. Efter att ha ratificerats av alla medlemsstater i enlighet med deras respektive konstitutionella bestämmelser kunde det första valet till Europaparlamentet äga rum den 7–10 juni 1979.
Genom Maastrichtfördraget, som trädde i kraft den 1 november 1993, infördes ett unionsmedborgarskap för alla medborgare i unionens medlemsstater. Rösträtt och valbarhet utvidgades till att omfatta alla unionsmedborgare, oavsett var i unionen de var bosatta, på samma villkor som de egna medborgarna i en medlemsstat. De exakta bestämmelserna fastställdes i ett direktiv i december 1993. Under 1997 lade Europaparlamentet fram ett förslag till en enhetlig valordning, som till stora delar antogs av Europeiska unionens råd genom ett beslut under 2002. Idén om att inrätta en europeisk valkrets avfärdades dock. 2003 antogs ett nytt regelverk kring europeiska politiska partier i syfte att stärka det offentliga rummet på europeisk nivå.
Den 1 december 2009 trädde Lissabonfördraget i kraft, vilket stärkte Europaparlamentets befogenheter ytterligare. Genom fördraget kopplades valresultatet i valet till Europaparlamentet ihop med valet av kommissionsordförande. Den 22 november 2012 antog parlamentet en resolution som uppmanade de politiska partierna att föreslå kandidater till befattningen som kommissionsordförande. Europeiska kommissionen antog en rekommendation den 12 mars 2013 med samma uppmaning. Valet 2014 var det första valet som genomfördes efter att Lissabonfördraget hade trädde i kraft och resulterade i valet av Jean-Claude Juncker som ny kommissionsordförande.
I varje enskilt val fram till 2019 minskade valdeltagandet. I valet 2019 ökade dock valdeltagandet för första gången och hamnade på den högsta nivån sedan valet 1994. Även i valet 2024 ökade valdeltagandet marginellt.

## Utformning

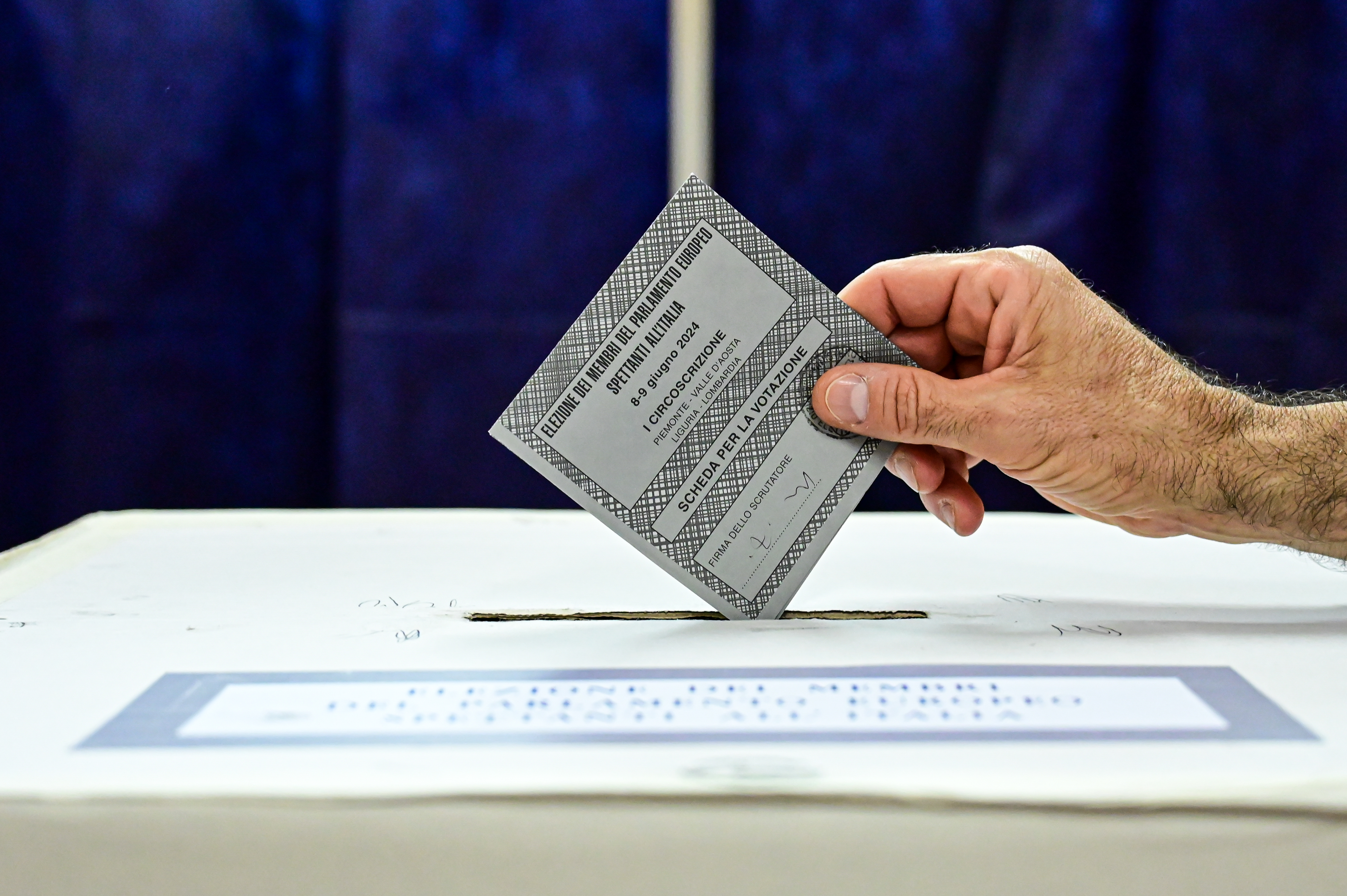
Röstning i Italien i valet 2024.

Även om de ursprungliga bestämmelserna i fördragen från 1950-talet föreskrev att valen till Europaparlamentet skulle utformas enligt en enhetlig valordning lyckades medlemsstaterna inte att enas om någon sådan. Därför styrs valen av både europeisk och nationell rätt. Detta innebär att valsystemet i viss mån skiljer sig från medlemsstat till medlemsstat, men att vissa principer är gemensamma för hela unionen. Medlemsstaterna får fastställa egna nationella bestämmelser om alla delar av valsystemet som inte är reglerade på europeisk nivå så länge det inte inverkar på valsystemets proportionella karaktär. På europeisk nivå styrs valens utformning i huvudsak av tre rättskällor: fördragen, akten om val till Europaparlamentet samt ett direktiv. Direktivet, som trädde i kraft den 30 december 1993, fastställer närmare bestämmelser om rösträtt och valbarhet för unionsmedborgare som är bosatta i en annan medlemsstat än den de är medborgare i.

### Valsystem
| Medlemsstat   | Antal ledamöter |
| ------------- | --------------- |
| Belgien       | 22              |
| Bulgarien     | 17              |
| Cypern        | 6               |
| Danmark       | 15              |
| Estland       | 7               |
| Finland       | 15              |
| Frankrike     | 81              |
| Grekland      | 21              |
| Irland        | 14              |
| Italien       | 76              |
| Kroatien      | 12              |
| Lettland      | 9               |
| Litauen       | 11              |
| Luxemburg     | 6               |
| Malta         | 6               |
| Nederländerna | 31              |
| Polen         | 53              |
| Portugal      | 21              |
| Rumänien      | 33              |
| Slovakien     | 15              |
| Slovenien     | 9               |
| Spanien       | 61              |
| Sverige       | 21              |
| Tjeckien      | 21              |
| Tyskland      | 96              |
| Ungern        | 21              |
| Österrike     | 20              |

Sedan en ändring av akten om val till Europaparlamentet antogs 2002 måste valen vara proportionella i alla medlemsstater. Denna bestämmelse tillämpades för första gången i valet 2004, men redan i valet 1999 hade alla medlemsstater övergått till ett proportionellt valsystem. Storbritannien tillämpade dessförinnan majoritetsval i enmansvalkretsar.
Det proportionella valsystemet kan bestå av antingen listval eller enkel överförbar röst. Enkel överförbar röst används i Irland och Malta. När listval tillämpas får eventuella spärrar mot småpartier inte överstiga fem procent.
I regel kan en ledamot av Europaparlamentet inte samtidigt vara ledamot eller aktivt anställd av någon av unionens institutioner, organ och byråer. Under 2002 infördes även förbud mot ledamöter att samtidigt inneha mandat i ett nationellt parlament.

#### Rösträtt och valbarhet
Enligt fördraget om Europeiska unionens funktionssätt ska varje unionsmedborgare som är bosatt i en medlemsstat där han eller hon inte är medborgare ha rösträtt på samma villkor som de egna medborgarna i den medlemsstaten. Närmare bestämmelser finns fastställda i ett direktiv som trädde i kraft 1993. I princip bestämmer varje medlemsstat själv vem som ska ha rösträtt och vara valbar i valen så länge de nationella bestämmelserna inte diskriminerar unionsmedborgare från andra medlemsstater. Undantag kan dock beviljas för medlemsstater där minst tjugo procent av de bosatta invånarna utgörs av andra unionsmedborgare än den egna medlemsstatens. I dessa fall kan medlemsstaten i fråga införa mer strikta bestämmelser för rösträtt och valbarhet. Sådana särskilda bestämmelser har endast tillämpats av Luxemburg.
Rösträttsåldern är 18 år i alla medlemsstater utom Belgien, Malta, Tyskland och Österrike, där den är 16 år, och Grekland, där den är 17 år. Om det i den nationella lagstiftningen krävs att en person har varit medborgare eller bosatt i medlemsstat under en viss tid för att få rösta eller vara valbar räcker det för andra unionsmedborgare att de har varit medborgare respektive bosatta i någon av unionens medlemsstater under samma tid.
Det är inte tillåtet att rösta eller kandidera i mer än en medlemsstat, även om kryphål har gjort det möjligt för personer med dubbelt medborgarskap att rösta i flera medlemsstater. Under vissa omständigheter kan en unionsmedborgare förlora sin rösträtt eller valbarhet genom ett straffrättsligt eller civilrättsligt beslut.
Vid flytt till en annan medlemsstat måste en unionsmedborgare anmäla till de nationella myndigheterna om han eller hon vill utöva sin rösträtt där, annars behåller unionsmedborgaren sin rösträtt i den medlemsstat där han eller hon är medborgare. Om en unionsmedborgare väljare att utöva sin rösträtt i en annan medlemsstat, omfattas han eller hon av eventuella bestämmelser om obligatoriskt valdeltagande på samma villkor som de egna medborgarna i medlemsstaten.

#### Valkretsar och fasta mandat

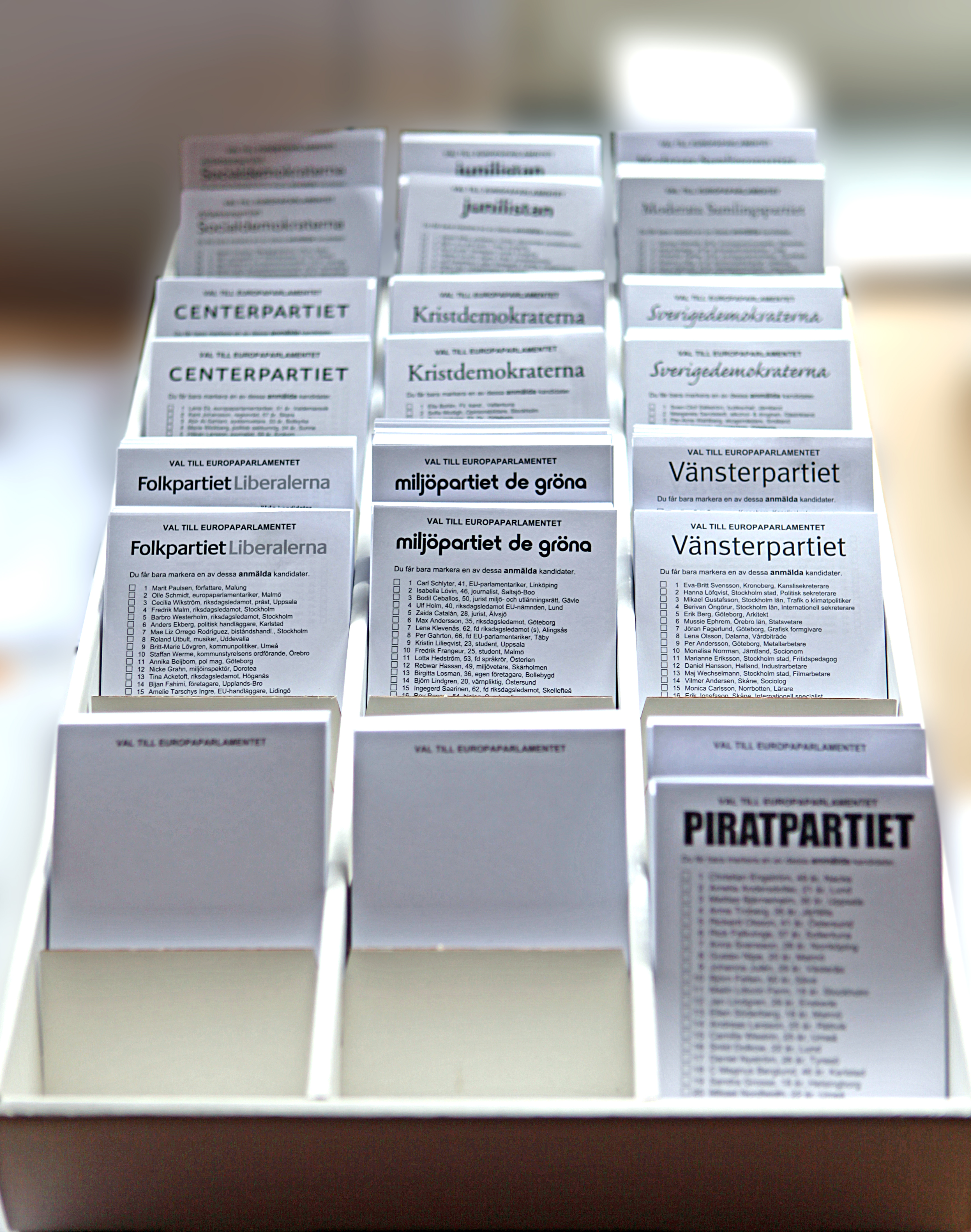
Svenska valsedlar i valet 2009.

Enligt akten om val till Europaparlamentet kan en medlemsstat välja att dela upp sitt territorium i valkretsar förutsatt att det inte inverkar på valsystemets proportionella karaktär. Det är också möjligt för en medlemsstat att låta partier ställa upp endast i delar av sitt territorium utan att använda valkretsar.
Innan varje val fastställer Europeiska rådet med enhällighet på initiativ av Europaparlamentet mandatfördelningen mellan medlemsstaterna, utifrån de bestämmelser som finns i fördraget om Europeiska unionen; att ingen medlemsstat får ha färre än sex eller fler än 96 mandat, att medborgarna ska företrädas enligt principen om degressiv proportionalitet mellan medlemsstaterna och att det totala antalet mandat inte får överstiga 750 utöver talmannen. Eftersom inga utjämningsmandat existerar tillämpas således ett valsystem med uteslutande fasta mandat.
Europaparlamentet har upprepade gånger föreslagit att en andel av parlamentets mandat ska väljas genom en europeisk valkrets med transnationella listor. Förslaget skulle innebära att varje väljare hade två röster; en i den europeiska valkretsen och en i den nationella valkretsen. Varje sådant förslag har dock avfärdats av medlemsstaternas regeringar.

#### Ersättare
Enligt akten om val till Europaparlamentet ska ett vakant mandat i Europaparlamentet ersättas i enlighet med bestämmelser som varje medlemsstat själv beslutar om. I regel utses de genom samma förfarande som de ordinarie ledamöterna.

### Valdagar
Bestämmelserna om vilken veckodag valen till Europaparlamentet ska äga rum på var en av de frågor som inte kunde lösas vid förhandlingarna om en enhetlig valordning. Lösningen blev istället att hålla valen från en torsdag till en söndag under en och samma vecka. Varje medlemsstat får välja på vilken eller vilka av dessa veckodagar dess del av valet ska äga rum. I de flesta medlemsstater äger valet rum under söndagen, men till exempel Nederländerna har en tradition av att hålla sina val under torsdagen. I Italien och Tjeckien pågår valen vanligtvis under två dagar.
Enligt akten om val till Europaparlamentet ska valen äga rum under samma period på året som det första direkta valet 1979. Denna period fastställdes av Europeiska unionens råd genom ett beslut under 1978 till den 7–10 juni 1979. Följaktligen har de ordinarie valdagarna för alla efterföljande val infallit under den första hela veckan i juni månad. Om det emellertid anses omöjligt att hålla valet vid denna tidpunkt kan rådet med enhällighet, och efter samråd med Europaparlamentet, minst ett år innan valperiodens utgång ändra valperioden, dock får den inte tidigareläggas mer än två månader eller senareläggas mer än en månad. Vid fyra tillfällen har valets tidpunkt ändrats; det senarelades en vecka i både valet 1984 och valet 1989 och tidigarelades två veckor i både valet 2014 och valet 2019.
Europaparlamentet har diskuterat möjligheten att permanent flytta valdagarna till maj månad för att ge parlamentet längre tid på sig att bereda valet av kommissionsordförande. Europeiska unionens råd, som beslutar över frågan, har dock avfärdat sådana förslag.

## Valrörelse

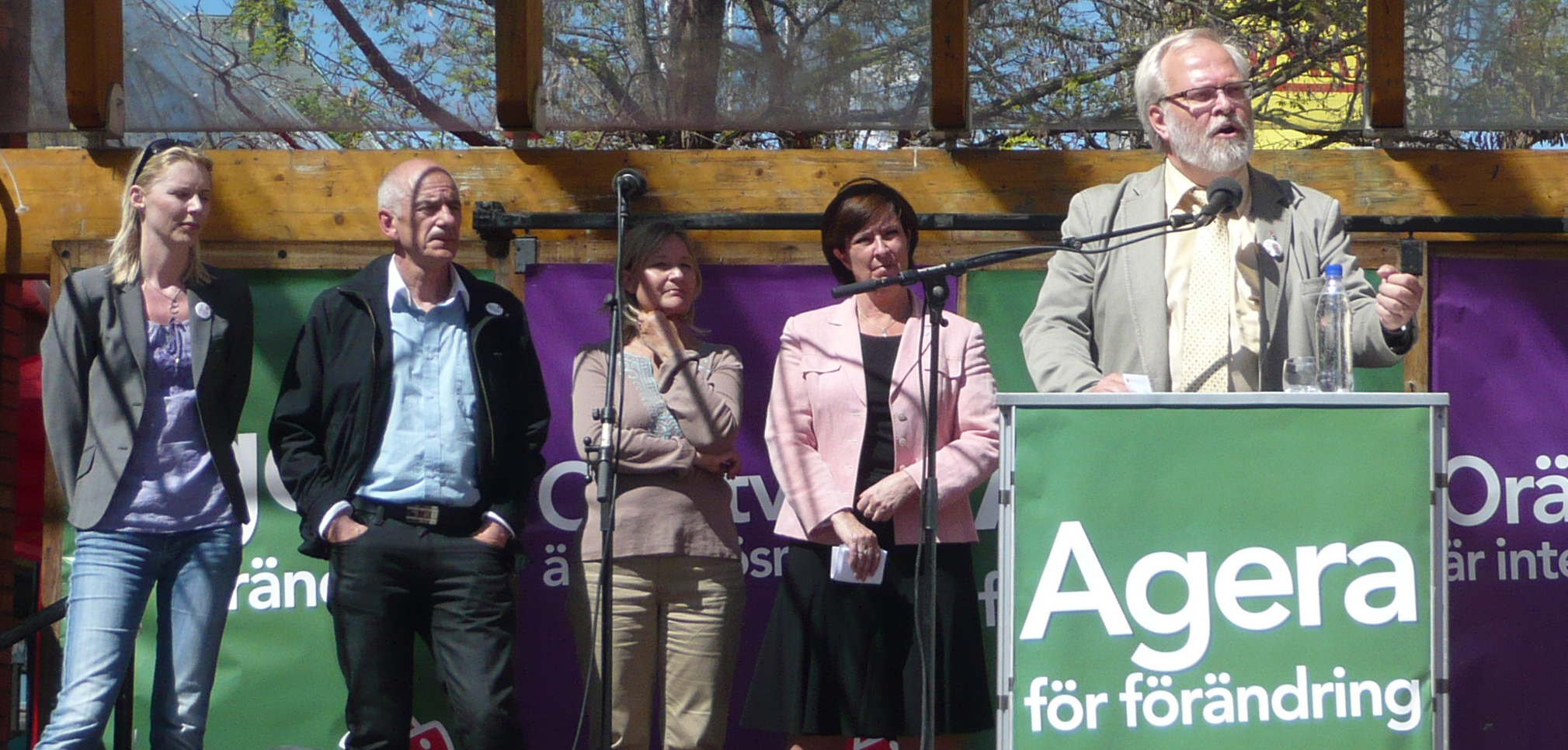
Valkampanj av svenska socialdemokrater inför valet 2009.

Valrörelserna i valen till Europaparlamentet har historiskt sett snarare bestått av separata valrörelser i respektive medlemsstat än en samlad och enhetlig valrörelse i hela unionen. Vanligtvis står nationella frågor i fokus istället för europeiska frågor, i synnerhet om valet inträffar samtidigt som ett nationellt, regionalt eller lokalt val. Under 2000-talet har dock paneuropeiska valrörelser fått ett allt större fäste, även om de fortfarande utgör en mindre del än de nationellt inriktade valrörelserna.
Det är vanligt att valen återupplivar debatten om det nationella medlemskapet i unionen även om detta inte är en fråga för Europaparlamentet. Det är också vanligt att gränsöverskridande frågor diskuteras ur ett nationellt perspektiv istället för ett ideologiskt perspektiv. I vissa medlemsstater står partiledarna för de nationella partierna i fokus istället för kandidaterna till Europaparlamentet.
I regel gäller liknande bestämmelser för valrörelserna som vid de nationella parlamentsvalen. Det är möjligt för en medlemsstat att sätta ett tak för hur mycket en kandidat får spendera på sin egen valrörelse.

## Rösträkning och rapportering
På grund av avsaknaden av  en gemensam europeisk valmyndighet genomförs valen av de nationella valmyndigheterna. Det är upp till varje medlemsstat att besluta om hur rösträkningen ska organiseras. Fram till valet 2004 var det inte tillåtet att påbörja rösträkningen förrän valet var avslutat i alla medlemsstater, men från och med detta val ändrades bestämmelserna så att rösträkningen kan påbörjas omedelbart. Däremot får inte det officiella valresultatet meddelas förrän vallokalerna i alla medlemsstater har stängt.
Europeiska kommissionen har kritiserat flera medlemsstater, framför allt Nederländerna, för att ha offentliggjort inofficiella valresultat innan valet har avslutats i hela unionen. För att undvika detta problem har Europaparlamentet föreslagit att valen hålls under en och samma dag i hela unionen. Detta förslag har även rekommenderats av Organisationen för säkerhet och samarbete i Europa (OSSE), men varje sådant förslag har avfärdats av medlemsstaternas regeringar.

## Valdeltagande

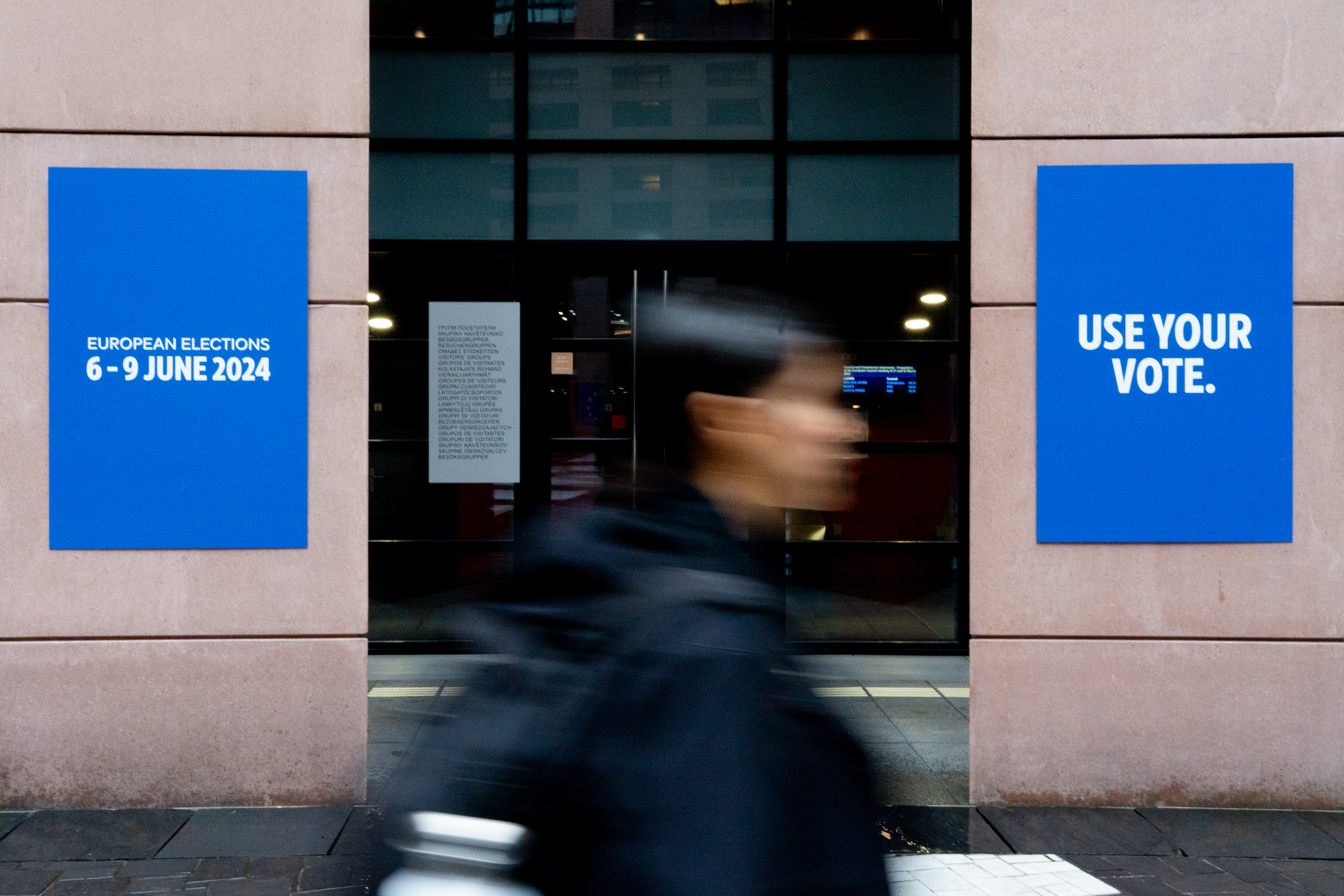
Affischkampanj av Europaparlamentet för att höja valdeltagandet inför valet 2024.

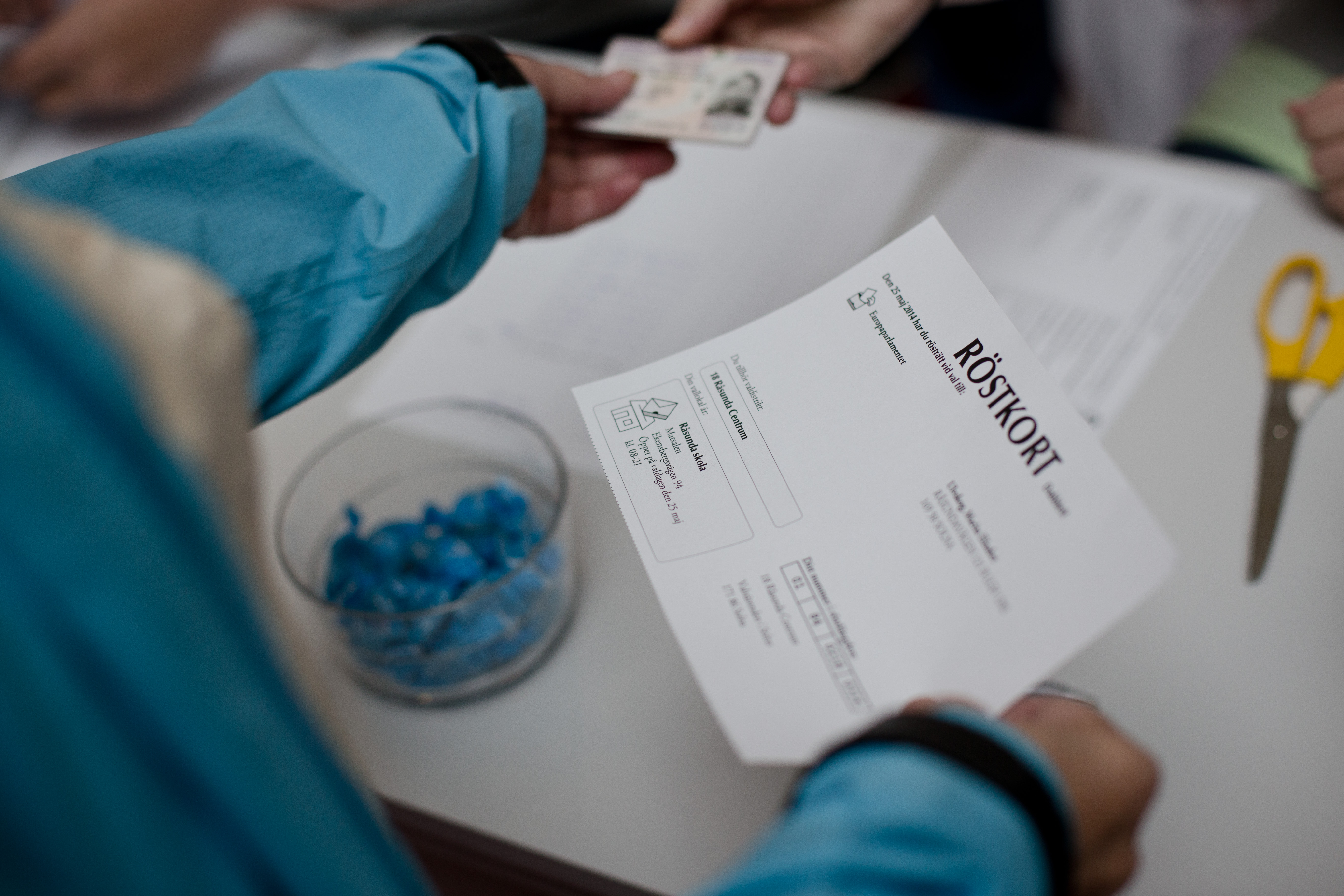
Förtidsröstning vid valet 2014.

Valdeltagandet i valen till Europaparlamentet har länge stått i fokus vid valen eftersom det sjönk oavbrutet från det första valet 1979 till valet valet 2019. Det låga valdeltagandet anses i allmänhet underminera parlamentets demokratiska legitimitet. Även om det genomsnittliga valdeltagandet har sjunkit har det funnits en stor variation mellan olika medlemsstater. Till exempel ökade valdeltagandet i tio av medlemsstaterna i valet 2009. Det varierade från över 90 procent i Belgien och Luxemburg till under 20 procent i Slovakien.
Det låga valdeltagandet tolkas ibland som ett tecken på ett motstånd eller en likgiltighet till Europeiska unionen i allmänhet och dess institutioner i synnerhet. Organisationen för säkerhet och samarbete i Europa (OSSE) menar att huvudorsaken till det låga valdeltagandet är unionens komplexitet, som gör medborgarna ointresserade och oengagerade. Trots att betydande resurser har avsatts för att informera allmänheten om unionens funktionssätt har det varit svårt för parlamentet och de nationella myndigheterna att vända på det avtagande valdeltagandet. Utöver rena informationskampanjer har fler och mer tillgängliga val- och förtidsröstningslokaler använts för att höja valdeltagandet. Elektronisk röstning, via internet eller sms, användes för första gången i Estland i valet 2009.
En Eurobarometer-undersökning i mars 2013 visade att 84 procent av de tillfrågade trodde att fler skulle rösta om informationen om partiernas politiska program och unionens påverkan på det dagliga livet förbättrades. 73 procent trodde att valdeltagandet skulle öka om kandidaterna tydligare redogjorde vilket europeiskt politiskt parti de tillhör. 62 procent trodde att valdeltagandet skulle öka om en gemensam valdag infördes och om de politiska partierna föreslog kandidater till befattningen som kommissionsordförande innan varje val. Mot bakgrund av denna undersökning antog Europeiska kommissionen en rekommendation den 12 mars 2013 om åtgärder för att höja valdeltagandet, däribland förslag om en gemensam valdag och tydligare information från de politiska partierna om vilket europeiskt politiskt parti eller vilken partigrupp i Europaparlamentet de tillhör och vilken kandidat de stöder till befattningen som kommissionsordförande. De flesta av förslagen har dock avfärdats av medlemsstaternas regeringar.

### Obligatoriskt valdeltagande
Det är upp till varje medlemsstat att besluta om valdeltagande i valen ska vara frivilligt eller obligatoriskt för de röstberättigade. I Belgien, Cypern, Grekland och Luxemburg är det obligatoriskt att rösta, även om Cypern och Grekland inte har några påföljder för dem som inte infinner sig vid vallokalerna. Valdeltagandet tenderar att vara betydligt högre i dessa medlemsstater än i unionen i sin helhet.

## Valresultat
De valda ledamöterna av Europaparlamentet kan välja att ingå i olika partigrupper för att samordna sitt politiska arbete i parlamentet. På så sätt får ledamöterna större inflytande och resurser. De ledamöter som inte ingår i en partigrupp blir grupplösa. Ända sedan valet 1979 har den socialdemokratiska gruppen och den kristdemokratiska gruppen dominerat parlamentets sammansättning. Ett skifte skedde dock i valet 1999 då den kristdemokratiska gruppen för första gången blev större än den socialdemokratiska gruppen. Sedan dess har den kristdemokratiska gruppen behållit sin position som största partigrupp. Sedan valet 2019 saknar dock den kristdemokratiska gruppen och den socialdemokratiska gruppen egen majoritet.

### Valresultat efter partigrupp
Andel mandat i Europaparlamentet per partigrupp vid parlamentets konstituerande sammanträde.
|  | Grupplösa Gruppen Europa av suveräna nationer Gruppen Patrioter för Europa och dess föregångare Gruppen Frihet och direktdemokrati i Europa och dess föregångare Gruppen Unionen för nationernas Europa och dess föregångare Gruppen Europeiska konservativa och reformister och dess föregångare Europeiska folkpartiets grupp (kristdemokrater) och dess föregångare Gruppen Renew Europe och dess föregångare Gruppen De gröna/Europeiska fria alliansen och dess föregångare Gruppen Progressiva förbundet av socialdemokrater i Europaparlamentet och dess föregångare Vänstergruppen i Europaparlamentet och dess föregångare |

### Valresultat efter placering i kammaren
De valda ledamöterna blir placerade i kammaren – från vänster till höger – efter sin partigrupp.

Parlamentsvalet 1979
Parlamentsvalet 1984
Parlamentsvalet 1989
Parlamentsvalet 1994
Parlamentsvalet 1999
Parlamentsvalet 2004
Parlamentsvalet 2009
Parlamentsvalet 2014
Parlamentsvalet 2019
Parlamentsvalet 2024

## Händelser efter valen
Europaparlamentet sammanträder utan kallelse den första tisdagen efter att en månad har förflutit från den sista valdagen. Det nyvalda parlamentets första uppgift är att välja en ny talman.
En av de viktigaste uppgifterna för det nyvalda parlamentet är att välja kommissionsordförande på förslag av Europeiska rådet. Sedan Lissabonfördraget trädde i kraft den 1 december 2009 måste Europeiska rådet ta hänsyn till det senaste valet till Europaparlamentet när det föreslår sin kandidat. Efter att en kommissionsordförande har valts påbörjar Europaparlamentet utfrågningen av övriga föreslagna kommissionsledamöter. Kommissionen i sin helhet måste godkännas av Europaparlamentet innan den kan tillträda. Om allt går enligt planerna tillträder en ny kommissionen den 1 november samma år som valet till Europaparlamentet har ägt rum. Efter valet 2004, valet 2009 och valet 2019 försenades dock utnämningsförfarandet till följd av parlamentets krav på ändringar av den föreslagna kommissionen.